# Co dělat?
Co dělat? (rusky Что делать?) je politický pamflet, který napsal Vladimir Iljič Lenin na přelomu let 1901 a 1902.
Název pamfletu byl inspirován románem Nikolaje Černyševského, který se jmenuje stejně. V této práci Lenin vyzývá k vytvoření revoluční, jednotné avantgardní strany pracujících, která bude hájit zájmy dělnické třídy v souladu s učením komunismu, tj. vytvořením diktatury proletariátu. Lenin zde poukazoval na to, že pokud by dělníci nezorganizovali revoluci, nakonec by se spokojili s takzvaným odborářstvím a ztratili by to, co komunisté označují jako potenciál k vybojování revoluce a svržení kapitalismu. Do jisté míry tak Lenin předpověděl oddělení SDdSR od bolševiků. Ti se stali nakonec stranou, která prosazovala Leninovy názory (úplné odbourání soukromého vlastnictví výrobních prostředků a násilnou kolektivizaci), zatímco menševici prosazovali umírněnější koncepce.

## České překlady
- LENIN, Vladimir Il'jič. Co dělat ?: Palčivé otázky našeho hnutí. Přeložil Jaroslav Procházka. Vydání druhé, ve Svobodě první, autorisované. Praha: Svoboda, 1947. 161-[I] s.
- LENIN, Vladimir Il'jič. Spisy. Sv. 5, Květen 1901-únor 1902. 1., autoris. vyd. Praha: SNPL, 1953. 584, [1] s. Spisy / V.I. Lenin.